# Cuộc thảm sát Wąsosz
Vụ thảm sát Wąsosz là một trong những cuộc thảm sát người Do Thái đẫm máu nhất trong Thế chiến II tại Wąsosz ở Ba Lan dưới thời Đức chiếm đóng, diễn ra vào ngày 5 tháng 7 năm 1941.

## Hoàn cảnh xung quanh cuộc thảm sát
Khi Đức Quốc xã xâm chiếm Ba Lan vào năm 1939, ngôi làng Wąsosz thuộc tỉnh Podlaskie đã bị quân Đức chiếm đóng trong tuần thứ hai của cuộc chiến. Vào cuối tháng 9, theo Hiệp ước Ranh giới giữa Liên Xô và Đức, khu vực này đã bị Đức quốc xã chuyển sang cho Liên Xô.
Vào ngày 17 tháng 9 năm 1939, Liên Xô đã xâm chiếm Ba Lan từ phía Đông theo Hiệp ước Molotov–Ribbentrop. Hồng quân chiếm 52,1% lãnh thổ Ba Lan với hơn 13.700.000 cư dân. Khu vực chiếm đóng của Liên Xô bao gồm 38% người Ba Lan, 37% người Ukraine, 14,5% người Belarus, 8.4% người Do Thái, 0,9% người Nga và 0,6% người Đức. Ngoài ra còn có 336.000 người tị nạn trốn sang miền đông Ba Lan từ các khu vực bị Đức chiếm đóng - hầu hết trong số họ là người Do Thái với số lượng khoảng 198.000 người.
Vào ngày 22 tháng 6 năm 1941, lực lượng vũ trang Wehrmacht của Đức đã quay trở lại Wąsosz. Vào thời điểm đó, người Do Thái trong thị trấn chiếm khoảng 40% dân số (khoảng 500 người).

## Cuộc thảm sát
Vào đêm ngày 4 - 5 tháng 7 năm 1941, một nhóm nhỏ những người đàn ông được trang bị rìu và gậy sắt đã sát hại hàng chục cư dân Do Thái ở Wąsosz. Các vụ giết người được thực hiện một cách tàn bạo, bất kể tuổi tác hay giới tính của nạn nhân. Xác chết của những người Do Thái bị sát hại bị ném xuống một cái hố lớn được đào bên ngoài thị trấn. Theo điều tra của Viện tưởng niệm quốc gia, tổng số nạn nhân ít nhất là khoảng 70 người. Theo một báo cáo ngày 14 tháng 7 năm 1941 bởi bộ phận an ninh Đức 221/B: "Sau khi Nga rút quân, người dân Wąsosz đã mang xác của những người dân Do Thái lấp đầy một nhà kho và giết chết những người Do Thái còn sống sót trước khi lực lượng Đức tiến vào Wąsosz".